# Černolice
Černolice (en allemand : Cernolitz ou Tschernolitz) est une commune du district de Prague-Ouest, dans la région de Bohême-Centrale, en République tchèque. Sa population s'élevait à 487 habitants en 2020.

## Géographie
Černolice se trouve à 5,5 km au nord-nord-est de Mníšek pod Brdy et à 21 km au sud-ouest du centre de Prague.
La commune est limitée par Všenory au nord, par Jíloviště à l'est, par Líšnice et Řitka au sud, et par Dobřichovice à l'ouest.

## Histoire
La première mention écrite de la localité remonte à 1239.